# Església parroquial de Sant Llorenç (Castell de Cabres)
L'Església parroquial de Sant Llorenç de Castell de Cabres, a la comarca del Baix Maestrat, és un temple catòlic catalogat, de manera genèrica, Bé de Rellevància Local segons la Disposició Addicional Cinquena de la Llei 5/2007, de 9 de febrer, de la Generalitat, de modificació de la Llei 4/1998, d'11 de juny, del Patrimoni Cultural Valencià (DOCV Núm. 5.449 / 13/02/2007); amb el codi: 12.03.037-001.

## Descripció
L'església se situa al centre del poble, a la plaça major, al costat de l'edifici de l'Ajuntament, en el vessant del pujol en la qual es troba el nucli poblacional. L'actual parròquia no és l'església més antiga del poble, ja que aquesta última estava situada a l'antic castell i d'ella no queda gens.
L'edifici actual data del segle xviii i va ser beneïda en 1763. Es tracta d'un edifici amb planta claustral, de tres naus i tres crugies, amb creuer, cor alt i torre campanar. La coberta de la nau central, a diferència de la de les naus laterals (cobertes amb voltes d'aresta), és amb voltes vaídes, la qual cosa li atorga a aquest edifici una certa singularitat.
La torre campanar, presenta forma quadrangular, està construïda amb blocs de pedra de carreu, i està situada als peus de l'església, en el costat de l'epístola. Les campanes se situen en un cos del campanar flanquejat per pilastres, que com a rematada presenta una creu.
Respecte al seu interior, destaquen en ell les pintures de caràcter popular amb vius colors, que es conserven pràcticament íntegrament. Aquestes pintures, pertanyents al barroc tardà de finals del XVIII, estan pels frisos, sòcols, pilastres, murs, petxines de la cúpula (en les quals es pot veure als quatre evangelistes) i voltes (en quatre d'elles es descriu als quatre doctors o pares de l'església i en altres quatre les virtuts cardinals).

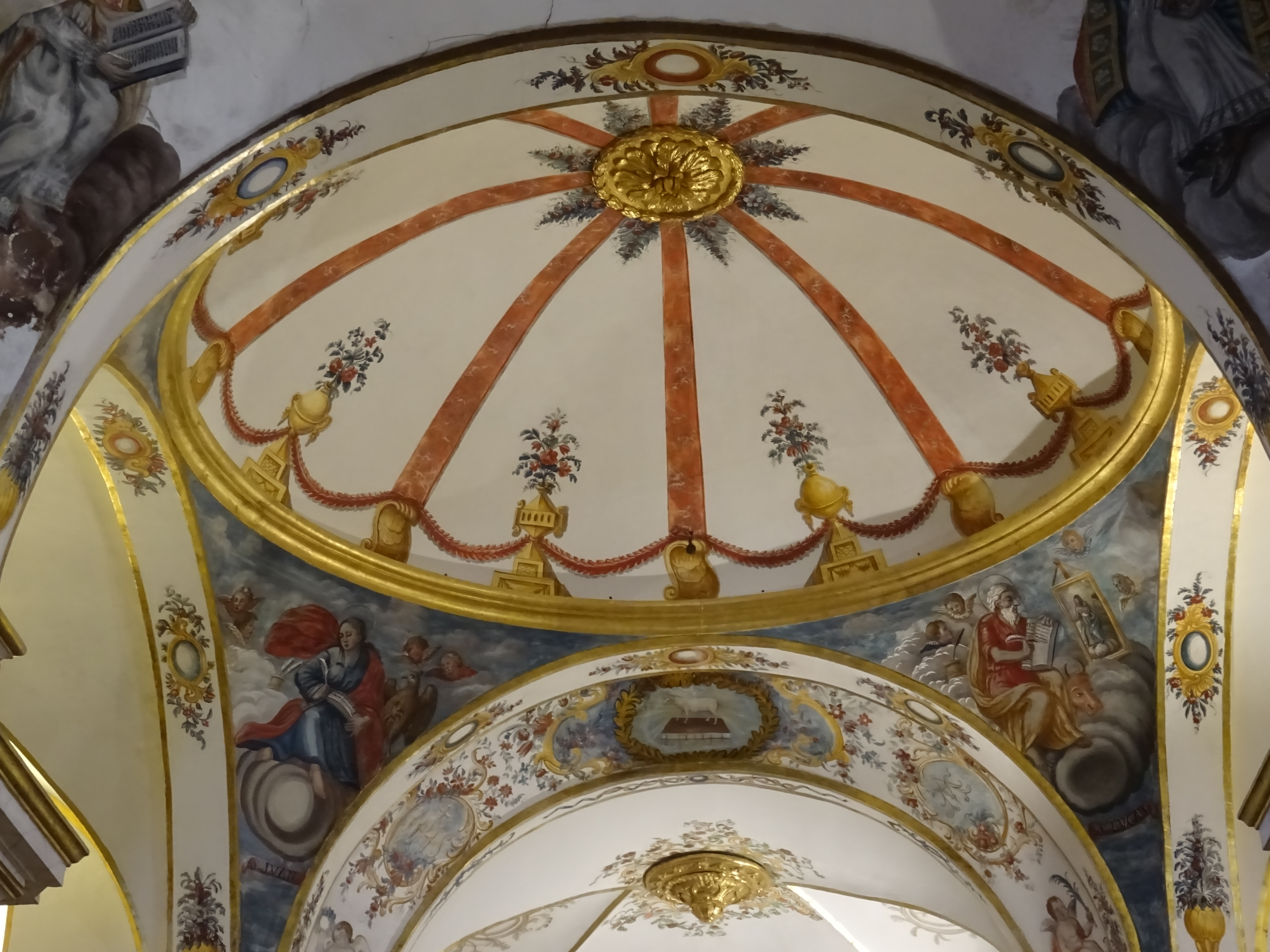
Cúpula interior de l'església parroquial

L'església va sofrir l'any 2015 una intervenció a càrrec del Taller de Restauració de la Fundació Blasco d'Alagón, consistent en la restauració de les pintures murals de la cúpula, petxines i pilastres. Aquests restauradors consideren que malgrat desconèixer-se l'autor de les pintures murals, no deixa de trobar-se en elles una factura molt semblant a les existents a l'església de Sant Marc de la Barcella de Xert.
Aquesta no és la primera intervenció que sofreix l'edifici, ja que amb anterioritat, en el 2013 s'havia procedit a la consolidació d'una de les petxines i de l'arc a la zona del presbiteri. L'any 2014, es va seguir amb una segona fase de restauració del creuer, la cúpula i les quatre petxines que la marquen, els tres arcs torals de les crugies i pilastres i pilars que els sustenten.
Malgrat les intervencions anteriors, el considerable grau d'humitat posava en perill la integritat dels murs i amb això la permanència de pintures i decoracions escultòriques existents, la qual cosa va posar de manifest la necessitat d'aquesta nova intervenció sobre la decoració pictòrica.